# 永久乡
永久乡，是中华人民共和国黑龙江省绥化市明水县下辖的一个乡镇级行政单位。

## 行政区划
永久乡下辖以下地区：
永久村、和平村、吉丰村、永乐村、新兴村、永生村、丰饶村和永吉村。